# Ernst von Bibra

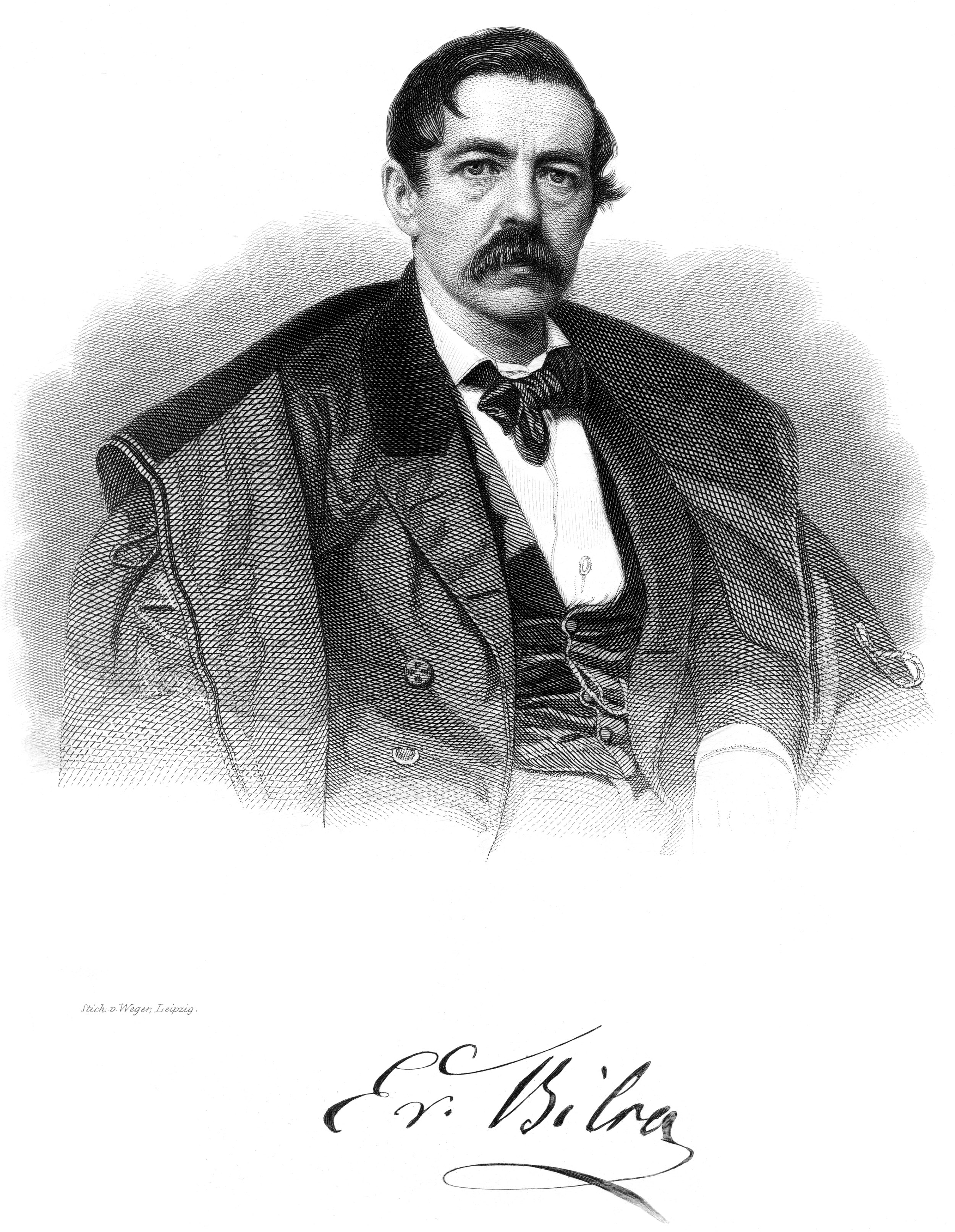
Ernst von Bibra, August Weger

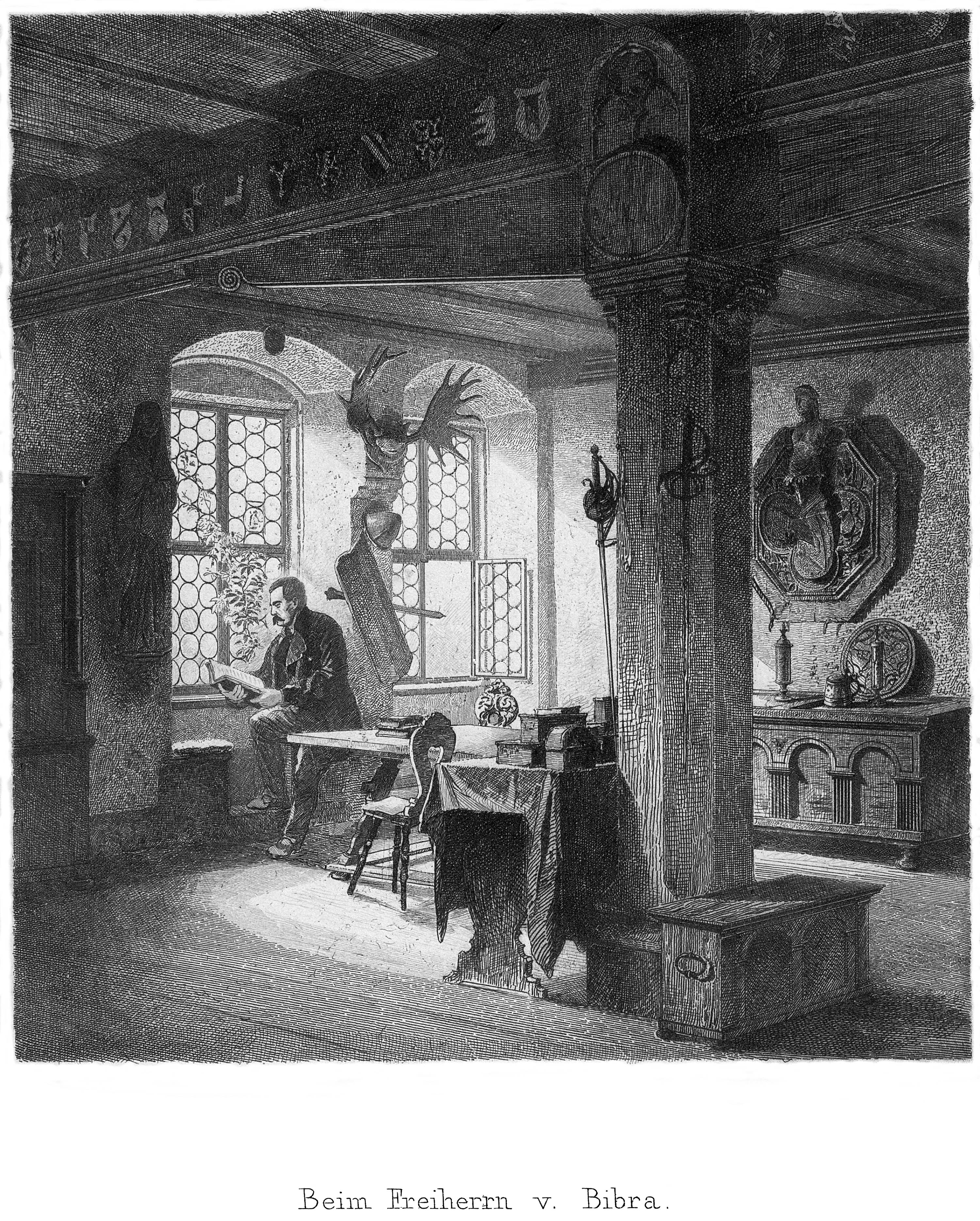
Ernst von Bibra, Porträt von Lorenz Ritter

August 1885 Frank Leslie’s Popular Monthly

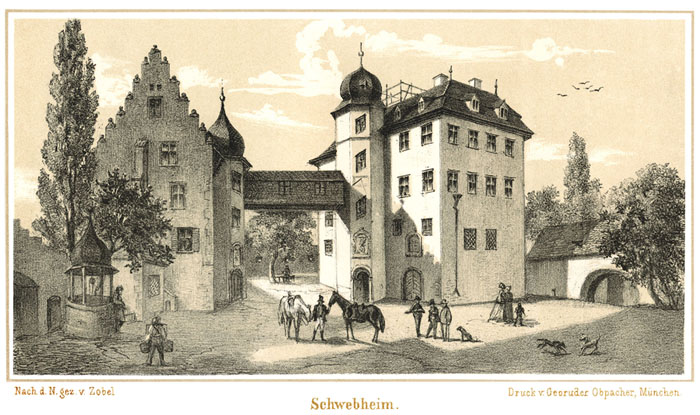
Schloss Schwebheim, 1870

Ernst Freiherr von Bibra (* 9. Juni 1806 auf Schloss Schwebheim; † 5. Juni 1878 in Nürnberg) war ein deutscher Naturforscher und Schriftsteller.

## Leben
Ernst von Bibra wurde in Schwebheim geboren, studierte in Würzburg zunächst Rechtswissenschaften und schloss sich dem Corps Franconia an. Später sattelte er zu den Naturwissenschaften um und wandte sich besonders der Chemie zu. Im Jahr 1836 heiratete er Josephine Pickel, die Tochter des Mediziners, Chemikers und Pharmazeuten Johann Georg Pickel. In Schwebheim errichtete Ernst von Bibra ein privates Laboratorium, in dem auch der Nachfolger Pickels an der Universität Würzburg, Johann Joseph von Scherer, arbeitete. 1844 wurde er zum Mitglied der Gelehrtenakademie Leopoldina gewählt.
Im Jahr 1849 reiste er nach Brasilien und um das Kap Hoorn nach Chile, das er in allen Richtungen durchwanderte. Einen Bericht über diese Reise gab er in seinen Reisen in Südamerika. Im Jahr 1853 veröffentlichte von Bibra die Beiträge zur Naturgeschichte von Chile. Diese beinhalteten die wissenschaftlichen Aufzeichnungen seiner Reise von Santiago nach Valparaiso mit meteorologischen, botanischen, zoologischen und ethnographischen Details. Nach seiner Rückkehr lebte er meist in Nürnberg, wo er auch seine reichen naturhistorischen und ethnografischen Sammlungen ausstellte. Mit novellistisch gehaltenen Reiseskizzen und kulturhistorischen Schilderungen beginnend, beschäftigte sich von Bibra in den letzten Jahren vorzugsweise mit belletristischen Arbeiten. 1862 wurde er zum korrespondierenden Mitglied der Bayerischen Akademie der Wissenschaften gewählt.
Heute ist von Bibra vor allem für sein Buch Die narkotischen Genussmittel und der Mensch bekannt. Unter anderem experimentierte er an Tieren mit Salzäther, bevor Johann Ferdinand Heyfelder diese Schwefelverbindung ab März 1847 als Narkosemittel bei Menschen anwandte. Mit Emil Harless vermutete er 1847, dass Äther Fettbestandteile im Zentralnervensystem teilweise auflöst und diese dann in der Leber abgelagert werden. Ernst von Bibra gilt als Wegbereiter der Ethnopsychopharmakologie und gibt einen für seine Zeit einzigartig umfassenden Überblick über verschiedene Rausch- und Genussdrogen in aller Welt.

## Schriften
- LXXVI. Analyse des Basaltes von Großwallstadt bei Aschaffenburg.- Journal für praktische Chemie 14. Band Jahrgang 1838 2. Band, S. 413–418, ohne Abb., Tab., Verlag von Johann Ambrosius Barth Leipzig, 1838
- LXXVII. Analyse des bunten Sandsteins von Großwallstadt.- Journal für praktische Chemie 14. Band Jahrgang 1838 2. Band, S. 419–420, ohne Abb., Tab., Verlag von Johann Ambrosius Barth Leipzig, 1838
- Chemische Untersuchungen verschiedener Eiterarten: und einiger anderer krankhafter Substanzen. Berlin, Albert Förstner 1842 (c. 2003 Elibron Classics)
- Chemische Untersuchungen über die Knochen und Zähne des Menschen und der Wirbeltiere. Schweinfurt, 1844 (2003 Elibron Classics)
- Hülfstabellen zur Erkennung zoochemischer Substanzen. Ferdinand Enke, Erlangen, Druck von E. Th. Jacob 1846.
- Untersuchungen über die Krankheiten der Arbeiter in den Phosphorzündholzfabriken. Erlangen 1847.
- mit Emil Harless: Die Ergebnisse der Versuche über die Wirkung des Schwefeläthers. Erlangen 1847.
- mit Emil Harless: Die Wirkung des Schwefeläthers in chemischer und physiologischer Beziehung. Erlangen 1847.
- Chemische Fragmente über die Leber und die Galle. Braunschweig 1849, Digitalisat
- Untersuchung von Seewasser des Stillen Meeres und des Atlantischen Ozeans (Liebig-Woehlers), Annalen der Chemie und Pharmazie, Band 77 (1851)
- Die Algodon-Bay in Bolivien. K.K. Hof- und Staatsdruckerei, Vienna 1852 (75–116 p. plates. 37 cm. Series: Akademie der Wissenschaften, Vienna. Mathematisch-naturwissenschaftliche Klasse. Denkschriften, Bd. 4, 2. Abh.)
- Beiträge zur Naturgeschichte von Chile, Wiener Denkschriften, Mathem.-Naturw. Klasse, 1853, II
- Reisen in Südamerika. 2 Bände, Mannheim 1854
- Vergleichende Untersuchungen über das Gehirn des Menschen und der Wirbeltiere. Verlag von Basserman & Mathy, Mannheim 1854
- Die Narkotischen Genussmittel und der Mensch. Nürnberg, Verlag von Wilhelm Schmid, 1855, Digitalisat / Leipzig, Wiesbaden 1983 / English Plant Intoxicants: A Classic Text on the Use of Mind-Altering Plants ISBN 0-89281-498-5 Healing Arts Press, Rochester, Vermont 1995
- Der Kaffee und seine Surrogate. Sitzungsberichte der Akademie der Wissenschaften in München 1858
- Die Getreidearten und das Brot. Nürnberg 1860, 1861, Digitalisat
- Erinnerungen aus Südamerika. 3 Bände, Leipzig 1861 (2007, ISBN 978-3-86503-045-0)
- Die Schmuggler von Valparaiso. Aus den Südamerikanischen Erinnerungen des Ernst, Freiherrn v. Bibra. S. 2–20 No. 79 Deutsche Jugendhefte, Druck und Verlag der Buchhandlung Ludwig Auer Pädagogische Stiftung Cassianeum in Donauwörth, c. 1920
- Die Schmugglerhöhle. Aus den Südamerikanischen Erinnerungen des Ernst, Freiherrn v. Bibra. S. 20–26 No. 79 Deutsche Jugendhefte, Druck und Verlag der Buchhandlung Ludwig Auer Pädagogische Stiftung Cassianeum in Donauwörth, c. 1920
- Aus Chile, Peru und Brasilien. 3 Bände, Leipzig 1862
- Die Bronzen und Kupferlegierungen der alten und ältesten Völker, mit Rücksichtnahme auf jene der Neuzeit. Verlag von Ferdinand Enke, Erlangen 1869.
- Über einen merkwürdigen Blitzschlag, Gaea, Bd. 5, 1869.
- Über den Blitz, Gaea, Bd. 6, 1870.
- Über alte Eisen- und Silberfunde. Nürnberg, Richter & Kappler 1873 (2003 Elibron Classics)
- Über die Gewinnung des Silbers aus Cyansilberlösungen, und über die Reduction von Clorsilber. – Barth 1876

Einige seiner Werke, die sich besonders durch gelungene Charakterzeichnung und schöne landschaftliche Schilderungen auszeichnen, sind:
- Ein Juwel. Leipzig 1863
- Reiseskizzen und Novellen. Jena; Leipzig: Costenoble, 1864
- Tzarogy. Jena; Leipzig: Costenoble, 1865 (3 Bände)
- Ein edles Frauenherz. 1866, 2nd Ed., Jena 1869 (2003 Elibron Classics, 3 Bände)
- Die Schatzgräber. Bände Jena: Costenoble, 1867
- Aus jungen und alten Tagen: Erinnerungen. Jena: Costenoble, 1868
- Abenteuer eines jungen Peruaners in Deutschland. Jena 1870
- Die Kinder des Gauners. Nürnberg 1872
- Hieronimus Scottus: ein Zeitbild aus dem 16. u. 17. Jahrhundert Bände. Berlin, 1873
- Wackere Frauen. Jena 1876
- Die neun Stationen des Herrn v. Scherenberg. Jena 1880